# Ojos azules (novela)
Ojos azules (en inglés: The Bluest Eye) es la primera novela de la escritora estadounidense Toni Morrison, publicada en 1970. Narra la historia de Pecola Breedlove, una niña preadolescente que vive en Lorain, Ohio —la ciudad natal de Morrison—, a inicios de la década de los años 1940. Partes de la historia las narra Claudia, hija de una mujer que acoge a Pecola después de que su padre, en un altercado, intentara incendiar la casa. Otras partes son narradas en tercera persona, con insertos contados en primera.

## Argumento
Pecola es afroamericana y quienes la rodean la consideran, al igual que ella misma, fea. Así que empieza a desear que sus ojos sean azules, un rasgo característico de la raza blanca. Pecola es hija de Pauline y Charles "Cholly" Breadlove, una pareja que se mudó del estado de Kentucky a Lorain, Ohio, después de casarse. Tanto la madre como el padre agreden a Pecola y Sammy, el otro hijo, y además a Pecola la rechazan en la escuela. Eventualmente, Cholly abusa de su hija y la embaraza.